# Parasymmerus annamaryae
Parasymmerus annamaryae is een pissebed uit de familie Idoteidae. De wetenschappelijke naam van de soort is voor het eerst geldig gepubliceerd in 1979 door Brusca & Wallerstein.